# Broadwindsor
Broadwindsor – wieś w Anglii, w hrabstwie Dorset. Leży 29 km na północny zachód od miasta Dorchester i 202 km na zachód od Londynu.